# سوویا
سوویا (نام علمی: Sovia) نام یک سرده از تیره پشیزبالان است.